# Cleistocactus serpens
Cleistocactus serpens ist eine Pflanzenart in der Gattung Cleistocactus aus der Familie der Kakteengewächse (Cactaceae). Das Artepitheton serpens stammt aus dem Lateinischen, bedeutet ‚kriechend‘ und verweist auf die Wuchsform der Art.

## Beschreibung
Cleistocactus serpens wächst strauchig mit wenig verzweigten, anfangs aufrechten, später niederliegenden bis aufsteigenden, grünen Trieben und erreicht bei Durchmessern von 5 bis 7 Zentimetern Wuchshöhen von bis 2 Metern. Es sind 9 bis 11 abgerundete, schwach gehöckerte und V-förmig gefurchte Rippen vorhanden. Die Areolen stehen etwa 1 Zentimeter voneinander entfernt. Die 10 bis 20 Dornen sind braun bis grau und haben eine braune Spitze. Der Mitteldorn, der auch fehlen kann, manchmal sind bis zu zwei vorhanden, ist pfriemlich, abstehend und 2 bis 6 Zentimeter lang. An blühfähigen Trieben ist er kaum von den pfriemlichen bis nadelartigen oder borstigen, 0,5 bis 1,5 Zentimeter langen Randdornen zu unterscheiden.
Die meist schiefsaumigen, himbeerroten Blüten erscheinen seitlich in der Nähe der Triebspitzen. Sie sind 5 bis 7 Zentimeter lang und weisen Durchmesser von bis 2,5 Zentimetern auf. Ihr Perikarpell und die Blütenröhre sind locker braun bewollt. Die kugelförmigen, grünlich gelben Früchte erreichen Durchmesser von 2 bis 3 Zentimetern.

## Verbreitung und Systematik
Cleistocactus serpens ist in den peruanischen Regionen Piura und Lambayeque verbreitet.
Die Erstbeschreibung als Cactus serpens erfolgte 1823 durch Karl Sigismund Kunth. Robert Roland-Gosselin stellte die Art 1904 in die Gattung Cleistocactus. Weitere nomenklatorische Synonyme sind Borzicactus serpens (Kunth) Kimnach (1960), Bolivicereus serpens (Kunth) Backeb. (1962), Borzicactella serpens (Kunth) F.Ritter (1981) und Echinopsis serpens (Kunth) Molinari (2015).

## Nachweise